# Ballet national de Chine

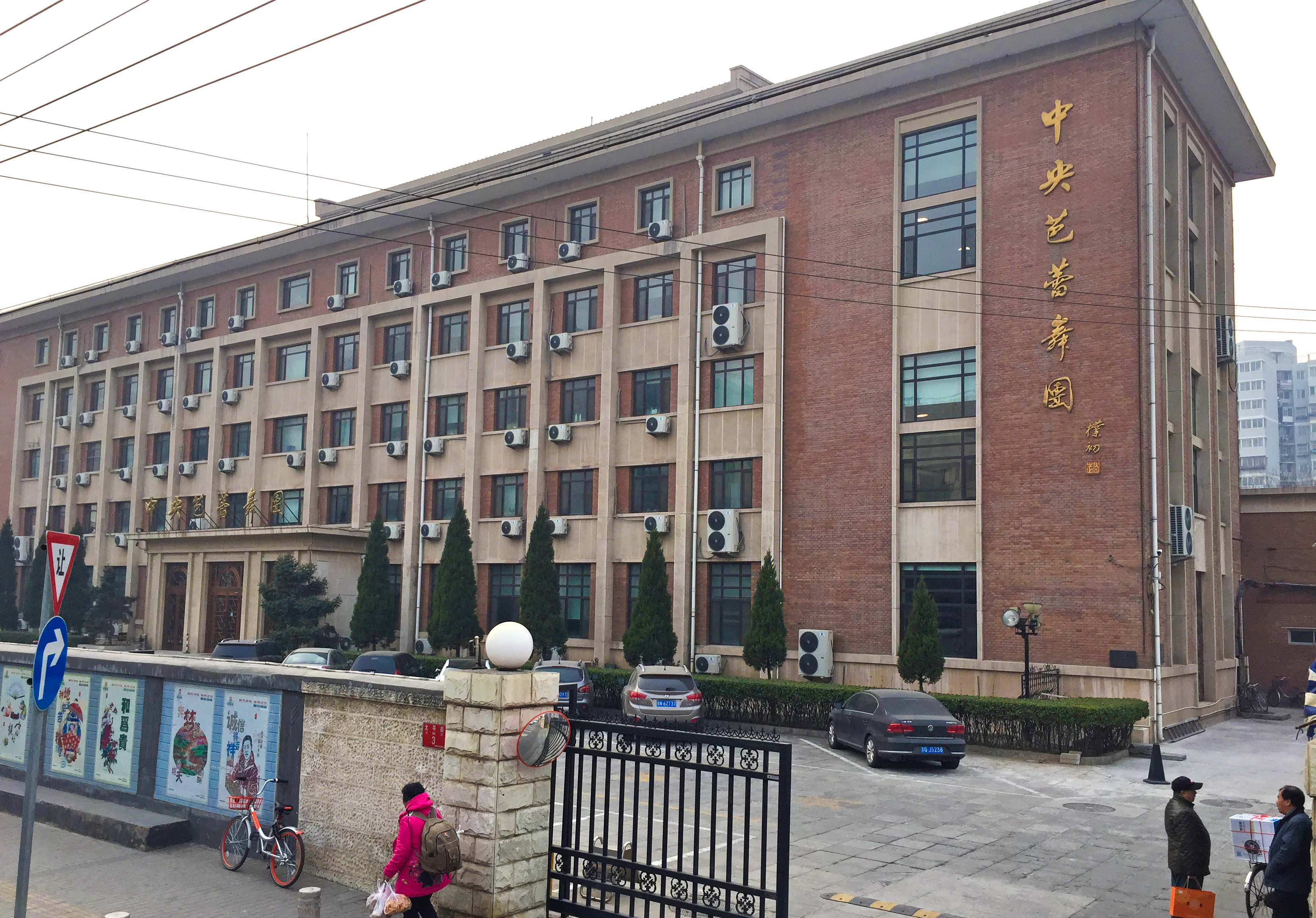
Bâtiments du Ballet national de Chine.

Le Ballet national de Chine est la troupe officielle chinoise de danse classique basée à Pékin et fondée le 31 décembre 1959. Il constitue la seule compagnie nationale du pays.

## Historique
Le corps de ballet a été fondé en 1959 sous la direction du chorégraphe russe Peter Gushev. Le Théâtre Tianqiao a été construit spécialement pour accueillir le ballet dès l'origine et fut rénové en 2001.

## Répertoire
Œuvres chinoises
- Le Détachement féminin rouge
- Épouses et Concubines
- La Chanson de la montagne Yimeng
- Guet-apens sur dix côtés
- Le Fleuve jaune
- Liang Zhu
- Le Sacrifice du nouvel an
- La Chambre de mariage

Œuvres occidentales
- Le Lac des cygnes
- Giselle
- Coppélia
- Don Quichotte
- Le Corsaire
- Le Sacre du printemps
- La Fille mal gardée
- La Belle au bois dormant
- Pas de quatre
- Bahok d'Akram Khan (2008)